# Liste der Gemeinden in der Woiwodschaft Podlachien
Diese Liste führt alle Gemeinden in der Woiwodschaft Podlachien in Polen auf. Die Woiwodschaft Podlachien hat dreizehn Stadtgemeinden (polnisch gmina miejska), von denen Białystok, Suwałki und Łomża als größte Städte die Rechte eines Powiats haben (miasto na prawach powiatu), das heißt „kreisfrei“ sind. Daneben gibt es 27 Stadt-und-Land-Gemeinden (gmina miejsko-wiejska), deren Hauptort die Stadtrechte hat und 78 Landgemeinden (gmina wiejska).
[K] kennzeichnet die Kreisstädte, den Sitz der Verwaltung der Powiate.

## Kreisfreie Städte
1. Białystok[K] – 296.958 Einwohner
2. Łomża[K] – 62.573 Einwohner
3. Suwałki[K] – 69.639 Einwohner

Die drei Städte sind jeweils Kreisstädte der Powiate Białostocki, Łomżyński und Suwalski, gehören ihnen jedoch nicht an.

## Stadtgemeinden
1. Augustów[K] – 29.946 Einwohner, Powiat Augustowski
2. Bielsk Podlaski[K] – 25.044, Powiat Bielski
3. Brańsk – 3694, Powiat Bielski
4. Grajewo[K] – 21.709, Powiat Grajewski
5. Hajnówka[K] – 20.265, Powiat Hajnowski
6. Kolno[K] – 10.143, Powiat Kolneński
7. Sejny[K] – 5159, Powiat Sejneński
8. Siemiatycze[K] – 14.210, Powiat Siemiatycki
9. Wysokie Mazowieckie[K] – 9336, Powiat Wysokomazowiecki
10. Zambrów[K] – 21.921, Powiat Zambrowski

Einwohnerzahlen vom 31. Dezember 2020

## Stadt-und-Land-Gemeinden
1. Choroszcz – 15.781 Einwohner, Powiat Białostocki
2. Ciechanowiec – 8494, Powiat Wysokomazowiecki
3. Czarna Białostocka – 11.211, Powiat Białostocki
4. Czyżew – 6318, Powiat Wysokomazowiecki
5. Dąbrowa Białostocka – 11.169, Powiat Sokólski
6. Drohiczyn – 6146, Powiat Siemiatycki
7. Goniądz – 4897, Powiat Moniecki
8. Jedwabne – 5234, Powiat Łomżyński
9. Kleszczele – 2408, Powiat Hajnowski
10. Knyszyn – 4713, Powiat Moniecki
11. Krynki – 2958, Powiat Sokólski
12. Łapy – 21.653, Powiat Białostocki
13. Lipsk – 4980, Powiat Augustowski
14. Michałowo – 6446, Powiat Białostocki
15. Mońki – 14.795, Powiat Moniecki
16. Nowogród – 3995, Powiat Łomżyński
17. Rajgród – 5115, Powiat Grajewski
18. Sokółka – 25.184, Powiat Sokólski
19. Stawiski – 6069, Powiat Kolneński
20. Suchowola – 6765, Powiat Sokólski
21. Supraśl – 16.003, Powiat Białostocki
22. Suraż – 1937, Powiat Białostocki
23. Szczuczyn – 5994, Powiat Grajewski
24. Szepietowo – 6840, Powiat Wysokomazowiecki
25. Tykocin – 6167, Powiat Białostocki
26. Wasilków – 18.067, Powiat Białostocki
27. Zabłudów – 9386, Powiat Białostocki

Einwohnerzahlen vom 31. Dezember 2020

## Landgemeinden
1. Augustów – 6742, Powiat Augustowski
2. Bakałarzewo – 3091, Powiat Suwalski
3. Bargłów Kościelny – 5455, Powiat Augustowski
4. Białowieża – 2130, Powiat Hajnowski
5. Bielsk Podlaski – 6501, Powiat Bielski
6. Boćki – 4099, Powiat Bielski
7. Brańsk – 5566, Powiat Bielski
8. Czeremcha – 3064, Powiat Hajnowski
9. Czyże – 1927, Powiat Hajnowski
10. Dobrzyniewo Duże – 9619, Powiat Białostocki
11. Dubicze Cerkiewne – 1433, Powiat Hajnowski
12. Dziadkowice – 2688, Powiat Siemiatycki
13. Filipów – 4212, Powiat Suwalski
14. Giby – 2685, Powiat Sejneński
15. Grabowo – 3372, Powiat Kolneński
16. Grajewo – 5772, Powiat Grajewski
17. Gródek – 5093, Powiat Białostocki
18. Grodzisk – 4134, Powiat Siemiatycki
19. Hajnówka – 3817, Powiat Hajnowski
20. Janów – 4002, Powiat Sokólski
21. Jasionówka – 2711, Powiat Moniecki
22. Jaświły – 4801, Powiat Moniecki
23. Jeleniewo – 3156, Powiat Suwalski
24. Juchnowiec Kościelny – 16.932, Powiat Białostocki
25. Klukowo – 4255, Powiat Wysokomazowiecki
26. Kobylin-Borzymy – 3148, Powiat Wysokomazowiecki
27. Kołaki Kościelne – 2300, Powiat Zambrowski
28. Kolno – 8498, Powiat Kolneński
29. Korycin – 3172, Powiat Sokólski
30. Krasnopol – 3756, Powiat Sejneński
31. Krypno – 3960, Powiat Moniecki
32. Kulesze Kościelne – 3057, Powiat Wysokomazowiecki
33. Kuźnica – 3890, Powiat Sokólski
34. Łomża – 11.254, Powiat Łomżyński
35. Mały Płock – 4692, Powiat Kolneński
36. Miastkowo – 4216, Powiat Łomżyński
37. Mielnik – 2298, Powiat Siemiatycki
38. Milejczyce – 1702, Powiat Siemiatycki
39. Narew – 3417, Powiat Hajnowski
40. Narewka – 3530, Powiat Hajnowski
41. Nowe Piekuty – 3816, Powiat Wysokomazowiecki
42. Nowinka – 2942, Powiat Augustowski
43. Nowy Dwór – 2573, Powiat Sokólski
44. Nurzec-Stacja – 3688, Powiat Siemiatycki
45. Orla – 2638, Powiat Bielski
46. Piątnica – 10.666, Powiat Łomżyński
47. Perlejewo – 2726, Powiat Siemiatycki
48. Płaska – 2590, Powiat Augustowski
49. Poświętne – 3340, Powiat Białostocki
50. Przerośl – 2907, Powiat Suwalski
51. Przytuły – 2059, Powiat Łomżyński
52. Puńsk / Punskas – 4156, Powiat Sejneński
53. Raczki – 5860, Powiat Suwalski
54. Radziłów – 4646, Powiat Grajewski
55. Rudka – 1851, Powiat Bielski
56. Rutka-Tartak – 2330, Powiat Suwalski
57. Rutki – 5427, Powiat Zambrowski
58. Sejny – 3933, Powiat Sejneński
59. Sidra – 3358, Powiat Sokólski
60. Siemiatycze – 6026,  Powiat Siemiatycki
61. Śniadowo – 5280, Powiat Łomżyński
62. Sokoły – 5679, Powiat Wysokomazowiecki
63. Suwałki – 7826, Powiat Suwalski
64. Sztabin – 4996, Powiat Augustowski
65. Szudziałowo – 2812, Powiat Sokólski
66. Szumowo – 4759, Powiat Zambrowski
67. Szypliszki – 3884, Powiat Suwalski
68. Trzcianne – 4193, Powiat Moniecki
69. Turośl – 5113, Powiat Kolneński
70. Turośń Kościelna – 6524, Powiat Białostocki
71. Wąsosz – 3556, Powiat Grajewski
72. Wiżajny – 2311, Powiat Suwalski
73. Wizna – 3946, Powiat Łomżyński
74. Wysokie Mazowieckie – 5465, Powiat Wysokomazowiecki
75. Wyszki – 4302, Powiat Bielski
76. Zambrów – 8784, Powiat Zambrowski
77. Zawady – 2686, Powiat Białostocki
78. Zbójna – 4169, Powiat Łomżyński

Einwohnerzahlen vom 31. Dezember 2020